# Первомайский (Котласский район)
Первомайский — поселок в Котласском районе Архангельской области.

## География
Находится в юго-восточной части Архангельской области на расстоянии приблизительно 36 км на юг-юго-восток по прямой от станции Котлас-Узловой у железнодорожной линии Киров-Котлас.

## История
Поселок возник при лагерях для заключенных и ссыльных поселенцев. До 1960-х годов назывался Берёзовый (ныне так называется станция к северу от поселка). До 2022 года входил в Черёмушское сельское поселение до его упразднения.

## Население
Численность населения: 4 человека (русские 75 %) в 2002 году, 6 в 2010.